# Cololejeunea gracilis
Cololejeunea gracilis är en bladmossart som först beskrevs av Suzanne Ast, och fick sitt nu gällande namn av Tamás Pócs. Cololejeunea gracilis ingår i släktet Cololejeunea och familjen Lejeuneaceae. Inga underarter finns listade i Catalogue of Life.